# USS Louisiana (BB-71)
USS "Louisiana" (BB-71) – pancernik amerykański, którego budowa została anulowana, zanim położono jego stępkę. 
"Louisiana" została zaplanowana jako pancernik typu Montana i była przeznaczona dla United States Navy. Byłaby czwartym okrętem nazwanym od stanu Luizjana.
Została zatwierdzona 19 lipca 1940, a kontrakt został przekazany Norfolk Naval Shipyard, Portsmouth (Wirginia), ale zanim położono stępkę, kontrakt został anulowany 21 lipca 1943. Była ostatnim amerykańskim pancernikiem zatwierdzonym do budowy.